# Garrigás
Garrigás (en catalán y oficialmente Garrigàs) es un municipio español de la provincia de Gerona, en la comunidad autónoma de Cataluña. Ubicado en la de la comarca del Alto Ampurdán, tiene una población de 472 habitantes (INE 2024).

## Geografía
Integrado en la comarca del Alto Ampurdán, se sitúa a 35 km de la capital provincial. El término municipal está atravesado por la Autopista del Mediterráneo (AP-7) y por la carretera N-II entre los pK 745 y 746, además de por carreteras locales que conectan con Borrassá, Vilamalla, Ciurana y Vilahur.
El relieve del municipio es predominantemente llano, ocupando buena parte del valle fluvial del río Fluviá por su margen izquierda, oscilando la altitud entre los 144 m (Ermedás) y los 50 m a orillas del río Fluviá. El pueblo se alza a 101 m sobre el nivel del mar.
| Noroeste: Borrassá | Norte: Vilamalla | Noreste: Ciurana             |
| Oeste: Pontós      |                  | Este: Palau de Santa Eulalia |
| Suroeste: Báscara  | Sur: Vilahur     | Sureste: San Mori            |

La población de Garrigás conserva su aire medieval con calles estrechas y edificios construidos principalmente entre los siglos XVII y XIX. Un poco alejada de su núcleo se encuentra la iglesia de San Miguel de Garrigás, de estilo románico tardío.

## Entidades de población
- Arenys d'Empordà. Con iglesia de Sant Sadurní de origen románico del siglo XI y castillo.
- Ermedàs. Iglesia de Santa María de Ermedàs, románica de los siglos X-XI, y yacimientos con restos de la época pre-romana.
- Garrigás.
- Tonyà. Ermita de Santa Lucía, de los siglos XVII y XVIII.
- Vilajoan. Castillo de época medieval (siglo XIV-XV) e iglesia románica de Santa Magdalena (documentada del año 1093).

## Demografía
Garrigás cuenta con una población de 472 habitantes (INE 2024).
| Gráfica de evolución demográfica de Garrigás entre 1842 y 2021 |
| |
| Población de derecho según los censos de población del INE Población de hecho según los censos de población del INEEn 1857 crece el término del municipio porque incorpora a Arenys de Ampurdá, Armadas y Vecindario de Tuñá |